# John Long
John Eddie Long (Romulus (Michigan, USA), 28. august 1956) er en amerikansk tidligere basketballspiller der med Detroit Pistons vandt NBA mesterskabet i sæsonen 1988-89.